# Camping

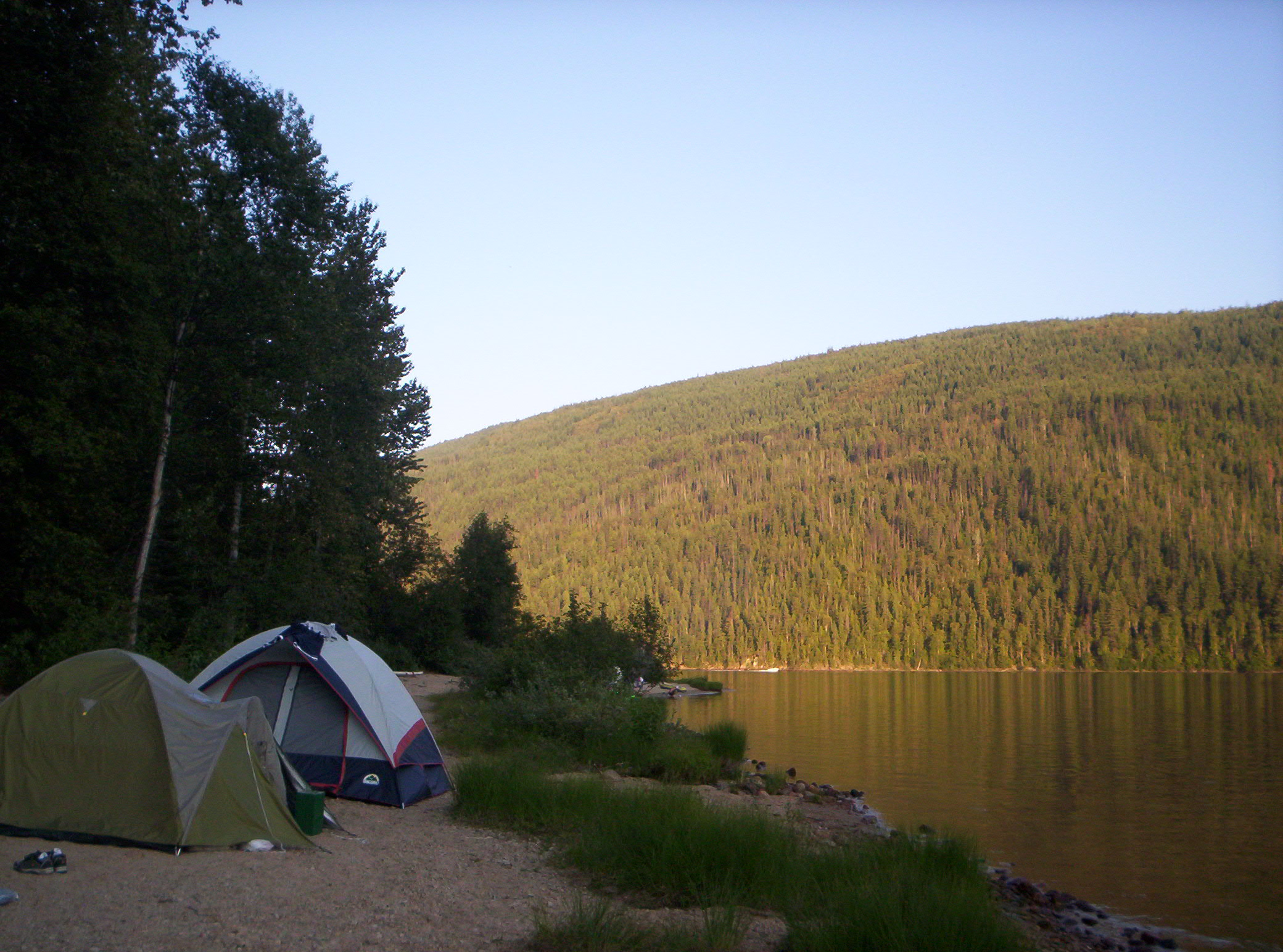
Camping vid Barrieresjön, Barriere, British Columbia

Camping  är en variant typ av turism där man bor i tält, husvagn, husbil, stugby eller liknande, men inte på hotell, vandrarhem eller under bar himmel. Vanligen färdas campingturisten med motorfordon, cykel, eller båt. Om man bor under bar himmel, vandrar till fots eller färdas med kanot, brukar man i stället tala om hajk.
Campist är en person som utnyttjar en mobil boendeform oavsett plats och syfte. Innebörden har utvecklats genom åren och innefattar fler än de som bor på en campingplats. Även den som övernattar i husvagn, husbil etcetera vid sport- och fritidsaktiviteter inkluderas i dag i ordet campare. En campare definieras alltså snarare utifrån den mobila boendeformen än var campingen genomförs.  
En lyxigare variant av camping som vuxit fram på 2000-talet kallas glamping och innebär högre standard på service och på utökad och bättre utrustning i tältet.

## Kommersiell camping i Sverige

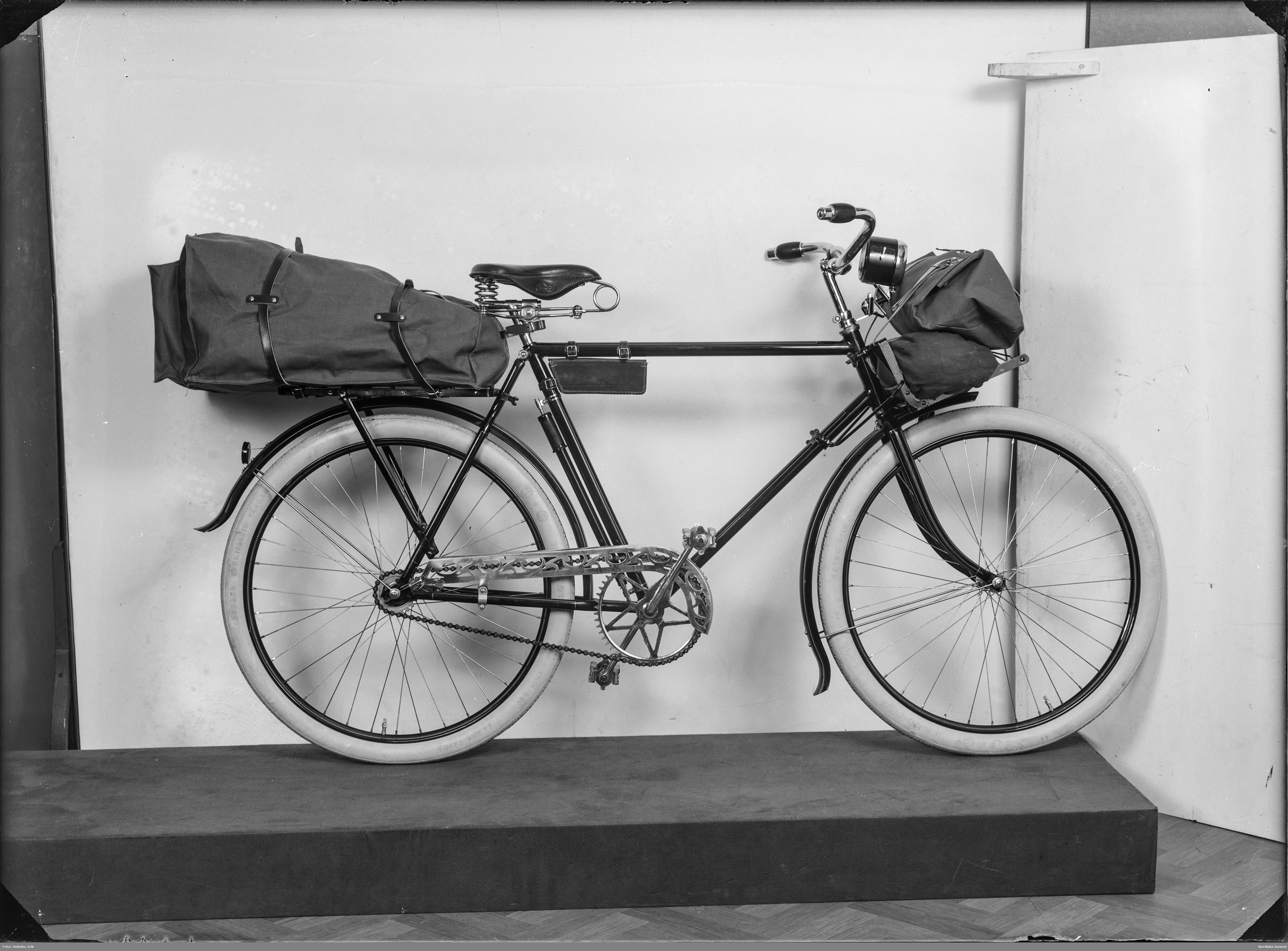
Campingcykel från 1937, NK.

Camping är Sveriges näst vanligaste kommersiella boendeform för turism och står för cirka en tredjedel av alla gästnätter. Sommartid (juni-aug) är 45,4 procent av alla kommersiella gästnätter förlagda på campingplatser.  (hotell, vandrarhem och stugbyar står för mindre än 50 procent). Graden av service är klassificerad med ett nationellt stjärnsystem där fem stjärnor innebär den högsta servicegraden. Vintertid är flertalet campingplatser stängda, men upplåter ofta platser för husvagnsuppställning över säsongen eller årsvis. 

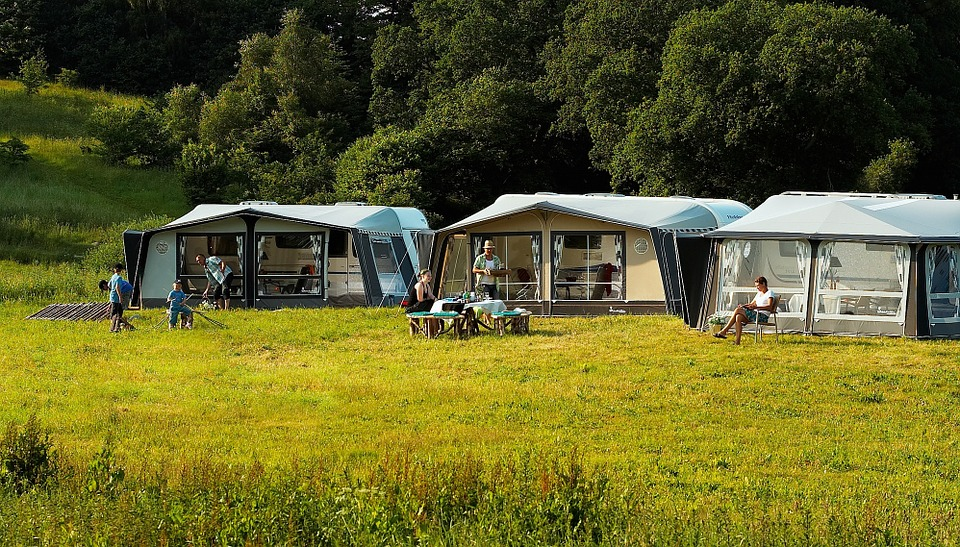
Camping med husvagn och förtält.

Merparten av Sveriges större och mer etablerade campingplatser är medlemmar i SCR (Svensk Camping). Campingplatserna i SCR är certifierade enligt ett certifieringssystem. Alla medlemsföretag finns listade på Camping.se och i magasinet Camping.se.
Bland svenska campingkedjor märks Regenbogen, Public Camp, First Camp, Family Camp, Acamp och Grönklitt-gruppen. First Camp är Skandinaviens största campingkedja med över 60 destinationer, varav 50 av dessa i Sverige.
I Campingkatalogen som ges ut av mediekoncernen Egmont finns 509 stycken (2009) campingplatser i kategorin F-Camping (FC. Fristående camping, f-camping, betyder att campingplatsen inte är certifierad eller knuten till någon organisation, exempelvis SCR. 

## Camping utomlands

### Nya Zeeland
I Nya Zeeland får man generellt sett vildcampa så länge man inte gör intrång på någons mark eller att det råder campingförbud. Många kommuner i landet har förbjudit camping utan egentliga lagliga anledningar så förvirring råder kring ämnet. De flesta turister och inhemska medborgare använder sig av landets ”DOC” campingar som är billiga och oftast använder sig av en ”self pay box”, priset ligger mellan 0 och 19 NZ$ per person (Februari 2015).

### USA
I USA finns det en uppsjö av olika sorters campingplatser och det kan vara svårt att hitta dessa då det är en lång rad myndighetsorganisationer, privatpersoner, företag osv som förvaltar dessa. Vildcamping utan tillstånd är generellt sett förbjudet med undantag i vissa områden. Många ”National Forest” kräver att man i förväg ansöker om tillstånd om camping.
Turister tillråds att besöka närmaste Tourist info center för gällande regler.
I USA kategoriserar man camping i tre nivåer:
1. Recreational camping: Campingplatser med vatten, avlopp, el och kan även rymma faciliteter som pool, spelrum osv.
2. Primitive camping: Campingplatser som oftast bara har toaletter att tillgå, ibland finns vatten och mer sällan el.
3. Wilderness camping: Camping i det vilda utan faciliteter, kräver ofta att man ansöker om tillstånd.